# 쉬리 (레슬링 선수)
쉬리(중국어 간체자: 许莉, 정체자: 許莉, 병음: Xǔ Lì, 한자음: 허리, 1989년 12월 17일~)는 중화인민공화국의 레슬링 선수이다. 2008년 하계 올림픽에서 여자 자유형 라이트급 은메달을 획득했다.